# 제이크 우드

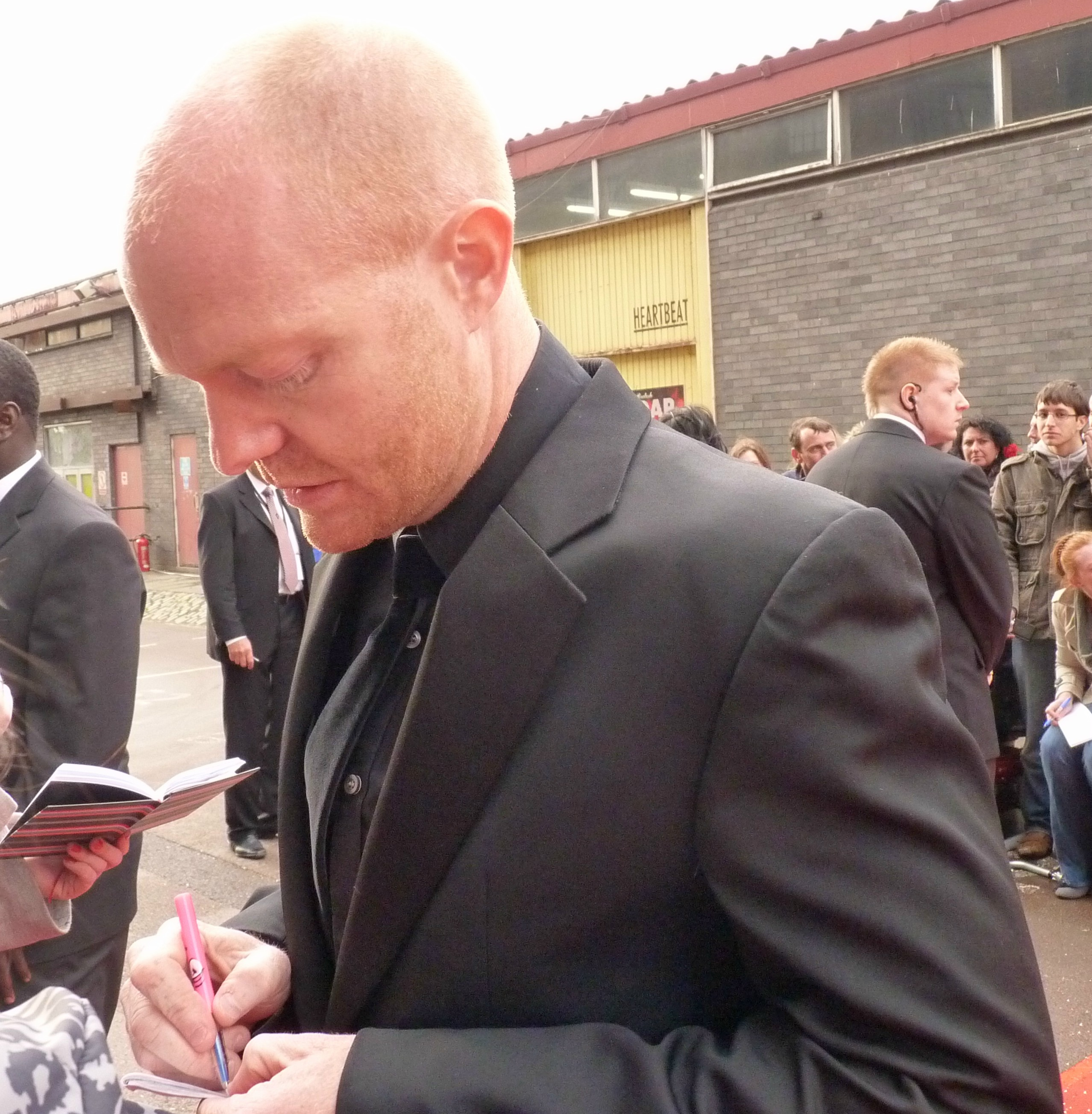

제이크 우드(Jake Wood, 1972년 7월 12일 ~ )는 영국의 연극 배우, 텔레비전 배우이다.
웨스트민스터에서 태어났다.

## 영화
- 일루셔니스트 (2006년) - 주카 역
- 아돌프 삼촌 (2005년) - 에밀 모리스 역
- 아리아 커플 (2004년)
- 베라 드레이크 (2004년)
- 튜브 테일 (1999년)
- 데드 사베지 (1998년)
- 마술 살인 (1991년)
- 복제 인간 보도 (1989년)
- 캐주얼티 (1986년)
- 이스트엔더스 (1985년)
- 아그네스의 피 (1985년) - 리틀 존 역
- 더 빌 (1984년)